# Ipeľské Predmostie
Ipeľské Predmostie (in ungherese Ipolyhídvég, in tedesco Sankt Hedwig an der Eipel) è un comune della Slovacchia facente parte del distretto di Veľký Krtíš, nella regione di Banská Bystrica.

## Storia
Il villaggio è menzionato per la prima volta nel 1252 come feudo del castello di Hont. Nel 1252 re Béla IV d'Ungheria lo donò al conte Myka. Appartenne poi a numerose famiglie comitali. Nel 1438, il conte György Palóczy donò il villaggio all'arcivescovato di Strigonio. Nel 1570 fu distrutto dai Turchi. Dal 1938 al 1944 venne annesso dall'Ungheria.